# Robert Sutherland Telfer
Robert Sutherland Telfer (31 juli 1977) is een Amerikaans acteur.
Telfer begon een korte carrière als acteur in 1991. Hij had toen een figurantenrol in Dutch, een film met Ed O'Neill en Ethan Embry. In 1993 kreeg hij een hoofdrol in de Saved by the Bell: The New Class. De serie was een spin-off van Saved by the Bell. Telfer was alleen in het eerste seizoen te zien. De rol die hij speelde, Scott Erickson, was vergelijkbaar met Zack Morris (Mark-Paul Gosselaar) in de originele serie. In 1994 werd hij ontslagen. Sindsdien is er niets meer van hem in de media vernomen.